# Megalomus angulatus
Megalomus angulatus is een insect uit de familie van de bruine gaasvliegen (Hemerobiidae), die tot de orde netvleugeligen (Neuroptera) behoort. 
Megalomus angulatus is voor het eerst wetenschappelijk beschreven door Carpenter in 1940.